# Nya Zeeland i olympiska vinterspelen 1992
Nya Zeeland deltog med sex deltagare vid de olympiska vinterspelen 1992 i Albertville. Totalt vann de en silvermedalj.

## Medaljer

### Silver
- Annelise Coberger - Alpin skidåkning , slalom.